# Општина Лајковац
Општина Лајковац је општина у Колубарском округу у средишту западне Србије. По подацима из 2004. општина заузима површину од 186 km2 (од чега на пољопривредну површину отпада 13891 ha, а на шумску 2911 ha).
Центар општине је насеље Лајковац. Општина Лајковац се састоји од 19 насеља. Према подацима са последњег пописа 2022. године у општини је живело 13.825 становника (према попису из 2011. било је 15.475 становника). По подацима из 2004. природни прираштај је износио -5,2, док број запослених у општини износи 3199 људи. У општини се налази 15 основних и 1 средња школа.